# Пивная партия (Австрия)
Пивная партия (нем. Die Bierpartei) — австрийская сатирическая политическая партия, основанная в 2014 году рок-музыкантом Домиником Влазны. Впервые приняла участие в выборах в парламент Австрии в 2019 году.

## История партии
Партию в 2014 году создал Доминик Влазны — лидер венской панк-рок группы Turbobier, выступающий под сценическим псевдонимом Марко Пого. До начала музыкальной карьеры Влазны являлся практикующим врачом. Название партии произошло от песни «Die Bierpartei», которая появилась на дебютном альбоме группы — Irokesentango.
В интервью интернет-изданию Kulturwoche.at, Пого заявил: «стране нужно сильное движение — сильное движение за пиво… Я сделал это ради страны».
Он также заявил, что вдохновением для продолжения его политической карьеры послужил скандал Ибица-гейт, произошедший в Австрии в 2019 году.

## Первое участие в выборах
Пивная Партия не принимала участия в выборах в течение первых четырёх лет после своего создания. В 2019 году партия впервые в своей истории приняла участие в общенациональных парламентских выборах. По заявлению представителей партии, её участие в выборах является попыткой высмеять общую ситуацию на австрийской политической арене после Ибица-гейта. В начале поиски электората для партии велись исключительно на территории Вены путем раздачи прохожим бесплатного пива.
Согласно онлайн-опросу газеты Österreich, проведенному в июле 2019 года, 23 % респондентов заявили о том, что при определённых обстоятельствах готовы проголосовать за Пивную Партию. 
На выборах партия в конечном итоге сумела получить 4946 голосов, что соответствует 0,6 % от статистики голосования в Вене и 0,1 % от общеавстрийского показателя.

## Выборы в Вене в 2020 году
Сразу после объявления результатов парламентских выборов 2019 года Пивная Партия объявила о своем намерении начать кампанию по выборам в Венский государственный совет в 2020 году. Однако сбор необходимых 1800 подписей вызвал серьёзную логистическую проблему из-за карантинных мер, принятых властями страны во время пандемии COVID-19. Пивная Партия указала на тот факт, что это особенно проблематично для небольших партий, которые наиболее сильно зависят от прямого контакта со своими избирателями, и раскритиковала ситуацию как несправедливую.
Тем не менее Пивная Партия смогла собрать достаточно подписей для того, чтобы принять участие в выборах.
На проходящих одновременно выборах окружного представителя 2020 года партия выдвинула кандидатов на пост окружного представителя во всех венских округах, кроме 1-го. Кампания началась с «пивного митинга», возглавляемого лично Пого и его помощниками. Одним из предвыборных обещаний партии была замена фонтана Hochstrahlbrunnen на площади Шварценбергплац пивным фонтаном.
Среди более серьёзных целей Пивной Партии была поддержка культурной жизни Вены в условиях коронавирусного кризиса, которая сильно пострадала от мер локдауна, введенного в связи с пандемией.
К октябрю 2020 года Пивная Партия сумела привлечь больше внимания населения в социальных сетях, чем любая другая партия в Австрии, вложив в агитационную кампанию лишь 200 евро, в то время как конкуренты выделили на рекламу десятки тысяч долларов.
Также примечательной была поддержка Нико Альма, бывшего члена парламента, который активно призывал граждан голосовать за Пивную Партию.
Набрав в общей сложности 1,8 % голосов, Пивная Партия не получила представительства в ландтаге. Однако партия получила мандаты в 11 округах Вены.
Поскольку партия выдвинула на выборы в общей сложности только шесть кандидатов, впоследствии должны были быть выдвинуты представители на остальные мандаты. Лидер партии Марко Пого выступает в качестве представителя от Симмеринга, 11-го округа.
Пого указал также на то, что будущей целью партии будут выборы Президента Австрии, которые, как ожидается, состоятся в 2022 году.

## Позиции партии
Согласно своему уставу, Пивная Партия позиционирует себя как «пивократическое движение» (нем. bierokratische Bewegung). В «пивократии» (Bierokratie) власть исходит от пива. Партия признаёт важность свободы мнений, например, в свободном выборе сорта пива. Следует публично наблюдать за потреблением пива, а «людям с меньшим талантом пить» необходимо оказывать особую поддержку. Пивная Партия считает, что разнообразие и индивидуальность в пивоваренной культуре обогащают жизнь, и поэтому поддерживает терпимость к иностранным сортам пива (кроме радлеров, к которым партия состоит в официальной оппозиции).
Политолог Катрин Прапротник считает, что важнейшие вопросы для Марко Пого и его партии — равные возможности и права, поддержка молодёжи, здравоохранения и образования — интересны «избирателям левее центра». Перед выборами 2024 года было объявлено, что у Пивной Партии не будет обычной партийной программы как таковой, но её заменит часто обновляющееся «Меню», содержание которого будет разрабатываться посетителями регулярных встреч по всей Австрии. Первый Menüupunkt (пункт меню) был представлен 11 июля 2024 года под общим названием «Деполитизация политики». С тех пор меню часто расширялось, включая такие темы, как жилье, миграция, здравоохранение и экономика. 

## Акции партии
1 июля 2022 года представители партии установили пивной фонтан в центральном районе Вены.